# Норт-Эск (река, Тасмания)
Норт-Эск или Северный Эск (англ. North Esk River) — река в северо-восточной части Тасмании (Австралия). Общая длина реки составляет 97 км — тем самым, она является восьмой по длине рекой Тасмании.

## География

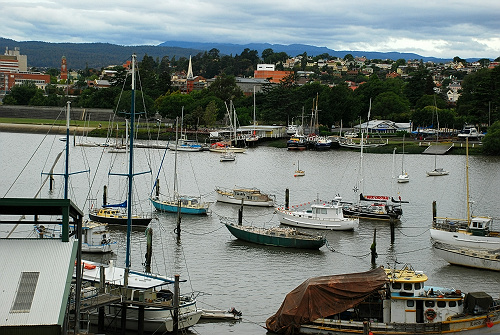
Река Норт-Эск в районе порта Лонсестона

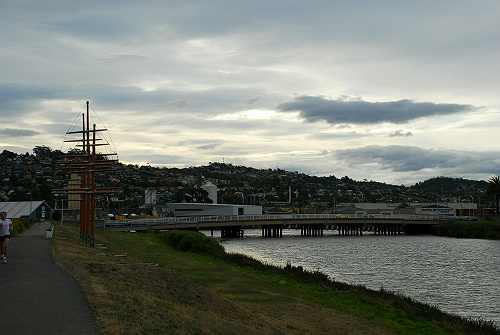
Берег реки Норт-Эск в Лонсестоне

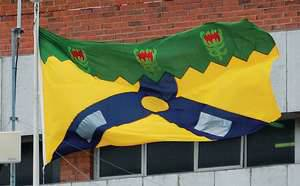
Флаг Лонсестона, символизирующий реки Саут-Эск, Норт-Эск и Теймар

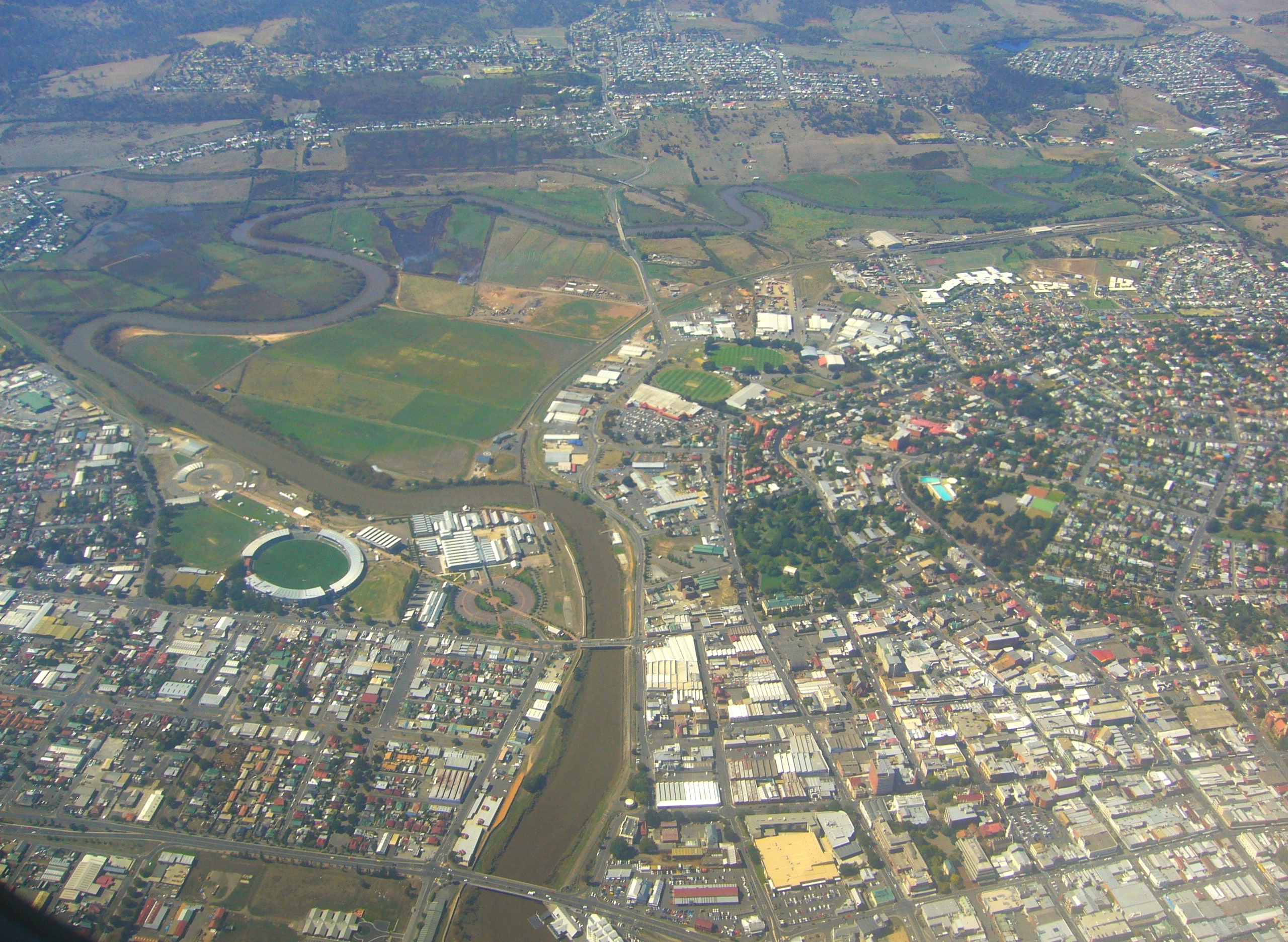
Вид на Лонсестон и реку Норт-Эск с самолёта

Исток реки Норт-Эск находится на северо-востоке Тасмании, рядом с горой Бен-Невис (Ben Nevis, 1368 м), немного севернее горного плато Бен-Ломонд (в составе одноимённого национального парка), на котором находится вторая по высоте гора Тасмании Легс-Тор (Legges Tor, 1572 м).
Река Норт-Эск течёт сначала на запад, а потом на юг — через лес Норт-Эск (North Esk Forest Reserve) в сторону плато Бен-Ломонд. Затем, вблизи населённого пункта Аппер-Блессингтон, река опять поворачивает на запад. После населённого пункта Уайт-Хилс, Норт-Эск течёт на северо-запад и вскоре достигает города Лонсестон, где (с восточной стороны) впадает в южную часть эстуария реки Теймар (Tamar River). Чуть южнее, с западной стороны в Теймар впадает другая река — Саут-Эск, самая длинная река Тасмании.
Самым крупным притоком реки Норт-Эск является река Сент-Патрикс (St Patricks River — «река Святого Патрика»), впадающая в неё с правой стороны (с юга), немного выше по течению от населённого пункта Уайт-Хилс. Самый значимый левый приток — река Форд, впадающая в реку Норт-Эск в её верхнем течении.
У впадения в Теймар, на южной стороне реки Норт-Эск расположен старый порт Лонсестона (Old Launceston Seaport), который является одной из достопримечательностей города. Рядом находится мост через реку Норт-Эск, по которому проходит автомобильная дорога  Ист-Теймар-Хайвей, соединяющая Лонсестон с Дилстоном и Джордж-Тауном и оканчивающаяся у мыса Лоу-Хед, у впадения реки Теймар в Бассов пролив.
Площадь бассейна реки Норт-Эск составляет 1065 км².

## Рыбная ловля
Река Норт-Эск является одним из популярных мест для рыбной ловли в Тасмании. В частности, в реке водится микижа (Oncorhynchus mykiss, англ. rainbow trout — радужная форель).